# DBL All-Rookie Team
Het DBL All-Rookie Team is een team dat ieder jaar wordt samengesteld met de beste nieuwkomers in het seizoen van de Dutch Basketball League. Het eerste team werd gekozen in het seizoen 2006-07, daarna verdween de onderscheiding. In het seizoen 2013–14 keerde het Rookie team terug.

## Teams
| Seizoen | Pos. | Nat.                         | Speler               | Club                       | Stad           |
| ------- | ---- | ---------------------------- | -------------------- | -------------------------- | -------------- |
| 2006–07 | G    | Vlag van Nederland           | Aron Royé            | Zorg en Zekerheid Leiden   | Leiden         |
| 2006–07 | G    | Vlag van Nederland           | Jeffrey de Vries     | BC Omniworld Almere        | Almere         |
| 2006–07 | G    | Vlag van Nederland           | Yasalde Pas Costa    | Rotterdam Basketbal        | Rotterdam      |
| 2006–07 | F    | Vlag van Nederland           | Calvin Smith         | Polynorm Giants            | Bergen op Zoom |
| 2006–07 | F    | Vlag van België              | Maarten Esveldt      | Upstairs Weert             | Weert          |
| 2013–14 | G    | Vlag van Nederland           | Yannick Franke       | Challenge Sports Rotterdam | Rotterdam      |
| 2013–14 | G    | Vlag van Verenigde Staten    | Tom Snikkers         | Aris Leeuwarden            | Leeuwarden     |
| 2013–14 | F    | Vlag van Rusland             | Roman Grigoryev      | Maxxcom BSW                | Weert          |
| 2013–14 | F    | Vlag van Australië           | Joshua Duinker       | Zorg en Zekerheid Leiden   | Leiden         |
| 2013–14 | C    | Vlag van Nederland           | Lucas Steijn         | BC Apollo                  | Amsterdam      |
| 2014–15 | G    | Vlag van Verenigd Koninkrijk | Nigel Van Oostrum    | Aris Leeuwarden            | Leeuwarden     |
| 2014–15 | G    | Vlag van Nederland           | Mick Fleuren         | BSW                        | Weert          |
| 2014–15 | F    | Vlag van Nederland           | Daan Rosenmuller     | BSW                        | Weert          |
| 2014–15 | F    | Vlag van Nederland           | Nigel Onuoha         | Challenge Sports Rotterdam | Rotterdam      |
| 2014–15 | F    | Vlag van Nederland           | Jan Driessen         | Zorg en Zekerheid Leiden   | Leiden         |
| 2015–16 | G    | Vlag van Nederland           | Jaouad Darib         | Landstede Basketbal        | Zwolle         |
| 2015–16 | F    | Vlag van Nederland           | Siem Willems         | Zorg en Zekerheid Leiden   | Leiden         |
| 2015–16 | F    | Vlag van Nederland           | Tom Aarts            | Aris Leeuwarden            | Leeuwarden     |
| 2015–16 | F    | Vlag van Nederland           | Freek Vos            | Landstede Basketbal        | Zwolle         |
| 2015–16 | F    | Vlag van Nederland           | Rens van Ravensteijn | BS Weert                   | Weert          |